# ジェイソン・ペトコヴィッチ
ジェイソン・ペトコヴィッチ（クロアチア語: Jason Petković、1972年12月7日 - ）は、オーストラリアとクロアチアの元サッカー選手。元オーストラリア代表。ポジションはGK。

## クラブ歴
1993年にサウサンプトンFCやローゼンボリBKの練習に参加した後、アデレード・シティFCで選手となった。
1999年にパース・グローリーFCに移籍した。2004-05シーズンにコンヤスポルに移籍したが翌シーズンにパース・グローリーに復帰した。2006-07シーズンの試合中に骨折したのがその後に大きく響き、2009年1月11日のAリーグ出場が現役最後の出場となった。

## 代表歴
1995年11月15日に行われたOFCネイションズカップ19961回戦のニュージーランド代表戦で代表初出場。その後OFCネイションズカップ1998、OFCネイションズカップ2002にも参加、後者の決勝となったニュージーランド代表戦が代表最後の試合となった。

## 私生活
弟のマイケル・ペトコヴィッチもオーストラリア代表のゴールキーパーである。